# Gare de Montreuil-Bellay
Pour les articles homonymes, voir Gare de Montreuil (homonymie).
La gare de Montreuil-Bellay est une gare ferroviaire française de la ligne de Chartres à Bordeaux-Saint-Jean et de la ligne de Loudun à Angers-Maître-École, située sur le territoire de la commune de Montreuil-Bellay, dans le département de Maine-et-Loire, en région Pays de la Loire.
C'est une gare de la Société nationale des chemins de fer français (SNCF), desservie par des trains TER Nouvelle-Aquitaine et notamment le « train des plages » circulant entre Saumur et Les Sables-d'Olonne.

## Situation ferroviaire
Établie à 54 mètres d'altitude, la gare de Montreuil-Bellay  est située au point kilométrique (PK) 307,215 de la ligne de Chartres à Bordeaux-Saint-Jean,entre les gares ouvertes de Saumur et de Thouars. Elle est séparée de Saumur par les gares fermées de Nantilly - Saumur, Chacé - Varrains et de Brézé - Saint-Cyr-en-Bourg. Elle est séparée de Thouars par celles également fermées de Lernay et de Brion-près-Thouet.
Ancienne gare de bifurcation, elle est également située au PK 92,921 de la ligne de Loudun à Angers-Maître-École, entre les gares de La Motte-Bourbon et de L'Abbaye-Mare, qui n'est ouverte que sur quelques kilomètres en direction de La Motte-Bourbon pour desservir la zone industrielle de Méron en marchandises.

## Histoire
La gare de Montreuil-Bellay est mise en service le 16 octobre 1882, par l'Administration des chemins de fer de l'État (État), lorsqu'elle ouvre à l'exploitation la ligne de Niort à Montreuil-Bellay.

## Service des voyageurs

### Accueil
Halte SNCF, c'est un point d'arrêt non géré (PANG) à entrée libre.

### Desserte

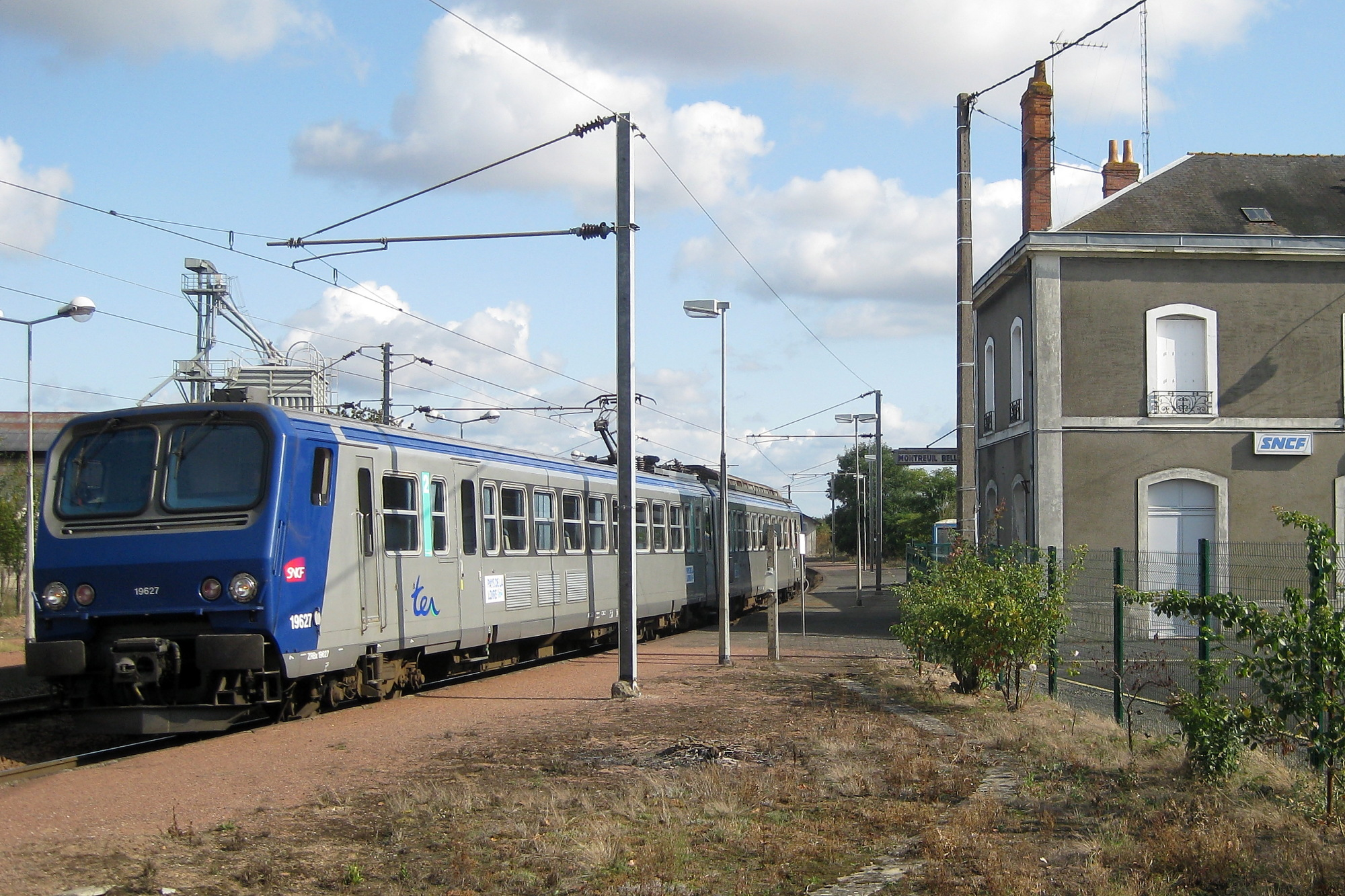
Un train TER de la série Z 9600 à destination de Saumur et Tours dessert la gare.

Montreuil-Bellay est desservie par des trains du réseau TER Nouvelle-Aquitaine qui circulent entre Thouars et Saumur. La plupart des trains vont au-delà de Saumur, vers Angers et Tours d'un côté, vont au-delà de Thouars, vers Bressuire, La Roche-sur-Yon et Les Sables-d'Olonne (train des plages) de l'autre côté,.
Au-delà de Saumur et Bressuire, le financement de ces TER change d’autorité organisatrice (Centre vers Tours, Pays de la Loire vers Angers et La Roche-sur-Yon). La plupart de ces dessertes, à cheval sur plusieurs régions, a fait l’objet de conventions inter-régionales, compte tenu de la géographie de la ligne. La desserte de la gare de Montreuil-Bellay est, de ce fait, reprise sur les fiches horaires des Pays de la Loire et de Nouvelle-Aquitaine,.

## Service des marchandises
Cette gare est ouverte au service du fret (train massif et desserte d'installations terminales embranchées).